# Хесени
Хесени су били немачке помоћне трупе које је за војну службу ангажовала британска влада, којој је било лакше да позајмљује новац и да плаћа њихове услуге, него да регрутује сопствене војнике. Британци су ангажовали хесени у неколико ратова, али се они најчешће повезују са борбама у Америчком рату за независност.
Око 30.000 немачких војника се борило на страни Британаца током Америчког рата за независност. Скоро половина је потицала из области Хесен, док су остали долазили из исто таквих малих немачких држава. Још неколико немачких јединица је упућено у гарнизоне на Британским острвима како би ослободили редовне британске војнике за службу у Северној Америци.
Америчка патриотска пропаганда је користила чињеницу да хесени нису били Британци и приказивала их је као плаћенике. Такође су им нудили земљишне поседе ако дезертирају на страну Американаца.